# Czeresznica
Czeresznica (bułg. Черешница) – wieś w Bułgarii, w obwodzie Błagojewgrad, w gminie Sandanski. Według Ujednoliconego Systemu Ewidencji Ludności oraz Usług Administracyjnych dla Ludności, miejscowość zamieszkuje 40 mieszkańców.

## Osoby związane z miejscowością
- Stojan Borisow – bułgarski śpiewak
- Wasił Czerkezow – bułgarski rewolucjonista, członek WMRO, WMORO, czetnik Jane Sandanskiego
- Georgi Manołow Iliew – bułgarski inżynier-pułkownik
- stamat Nedełczew – bułgarski rewolucjonista, członek WMOK
- Atanas Wasilew – członek WMRO